# Hertha Nehve
Hertha Nehve, geb. Peters (* 9. Dezember 1905 in Kiel; † unbekannt) war eine deutsche Malerin.

## Leben

### Familie
Hertha Nehve war die Tochter des Kieler Goldschmieds Otto Peters.
1933 heiratete sie den damaligen Besitzer der Weinhandlung Schneekloth Ernst Nehve; ihre Anschrift war Rosenstr. 9 in Kiel.

### Werdegang
1922 besuchte Hertha Nehve die Muthesius-Werkkunstschule (heute: Muthesius Kunsthochschule) in Kiel und hospitierte in der Bildhauerklasse bei Franz Blazek (1887–1941) und weitere zwei Semester in der Metallbildhauerklasse von Karl Rhein (1884–1945).
Seit dem Frühjahr 1928 besuchte sie die Vorklasse der Kunstgewerbeschule in Frankfurt am Main; dort wurde sie von Peter Rasmussen (1897–1935), unterrichtet.
1929 erfolgte ihre Aufnahme an der Frankfurter Städelschule in die Meisterklasse für Grafik von Franz Karl Delavilla.
Nachdem sie 1931 nach Kiel zurückgekehrt war, beteiligte sie sich mit Aquarellen und aquarellierten Federzeichnungen, unter anderem Porträt, Landschaft und Architekturbild, an verschiedenen Ausstellungen in Kiel sowie im Kieler Umland.
Sie schuf auch Märchenillustrationen und mythologische Darstellungen.
Über ihren weiteren Lebensweg nach 1950 ist nichts bekannt.

## Ausstellungen
- 1936: Kunstausstellung Kiel.
- 1937: Ausstellung Kunstschaffen in Kiel.

## Werke (Auswahl)
- Lampionblume (um 1950) (kolorierter Holzschnitt auf Seidenpapier).[6]

Weitere Werke von Hertha Nehve befinden sich in der Kunsthalle zu Kiel.